# Eckhard Slawik
Eckhard Slawik ist Ingenieur und seit mehreren Jahren als künstlerischer Fotograf und Buchautor selbständig. Seine Werke, unter denen einige Bildbände sind, stellt er unter das Motto „Objekte artgerecht darstellen“.
Seine Bücher über Himmelsobjekte und seine breitformatigen Poster (siehe unten) gestaltet er mit einer besonderen Technik der Astrofotografie, die eine spezielle Plastizität aufweisen und  begeistern Amateur- und Berufsastronomen ebenso wie die breite Öffentlichkeit.

## Werke
- Der Sternenhimmel – Ein Routenplaner zu Sonne, Mond und Sternen, Spektrum Akademischer Verlag 2011, ISBN 978-3-8274-2860-8
- Atlas der Sternbilder – ein astronomischer Wegweiser in Photographien (E.Slawik und Uwe Reichert), Spektrum Akademischer Verlag 2004, ISBN 3-8274-1516-0
- Sternbilder (E.Slawik und Margit Röser), Spektrum Verlag 1999, ISBN 3-8274-0498-3
- Die Milchstraße. Poster 50 × 160 cm (ungewöhnliche Seitenansicht),Spektrum Verlag 1999 (August 1999)
- Kleine Astro-Galerie (16 farbige Postkarten). Spektrum 2001
- Der Sternenhimmel. Eine fotografische Reise zu Tierkreis- und Sternbildern (Kooautorin Margit Röser), Honos Verlag 2001, ISBN 3-8299-4746-1
- Mondfinsternis. Poster, Spektrum Akad.Verlag 2001

| Personendaten    | Personendaten                     |
| ---------------- | --------------------------------- |
| NAME             | Slawik, Eckhard                   |
| KURZBESCHREIBUNG | Ingenieur, Fotograf und Buchautor |
| GEBURTSDATUM     | 20. Jahrhundert                   |